# IN THE MORNING
『IN THE MORNING』（イン・ザ・モーニング）は、2002年4月1日から2021年3月31日まで富山エフエム放送（FMとやま）で放送されていた平日朝のローカルワイド番組。放送時間は平日 7:30 - 9:00（JST）。

## 概要
平日朝の時間帯に放送している自社制作の番組で、天気予報や交通情報など情報番組としての体裁を持つ番組である。一部コーナーを除き生放送。
この番組の特徴はCM開始前およびコーナー終了後に時刻を伝えている点にある。また、生放送の部分では楽曲は最小限に抑えている。番組内での交通情報はパーソナリティが詳しい渋滞箇所などを直接読み上げている。
前番組は2000年4月 - 2002年3月に放送された『good morning! That's wakeman show』。5:00 - 9:00がこのタイトルの枠だったが、現在と同様、5時台と6時台がJFNCからのネット、ローカル枠が7:30 - 9:00となっていた。さらに前は『FMモーニングサロン』（7:00 - 9:00、ローカル枠は7:30 - ）。
radikoの番組表では7:30 - 8:30を「ノヴェル・モーニング・ポップス」「Today'sファイル」「天気・交通情報」「FMとやまニュース」「Breakfast News」「今日のキーワード」「Sweet Misson」「経済ニュース」「交通情報・きょうの天気・きょうの予定」と全てを独立枠のように表記し、8:30以降は「IN THE MORNING 8時台後半」とひとまとめで表記していたが、「ドラマチックな課外授業」開始以降は「ドラマチックな課外授業」もラインナップに加わり、8:40以降に「IN THE MORNING」とひとまとめで表記されるようになった。
2021年3月25日放送のエンディングで3月31日の放送をもって最終回を迎えることが発表された。後番組は『Breakfast Show』。

## 出演者

### 番組終了時点
パーソナリティ
- 高木奈々（月・火曜）
- 山崎奈津子（水曜）
- 車谷恵子（木・金曜）

キラリ キトキトコラム（2015年4月 - ）
- 月曜 富山県よろず支援拠点コーディネーター（週替わりに担当）
- 火曜 林不二男（和楽グループ代表）
- 水曜 マーク・フランク（富山国際大学現代社会学部准教授）
- 木曜 中井精一（富山大学教授）

その他
- 西村まさ彦（『西村まさ彦のドラマチックな課外授業』パーソナリティー兼プロデューサー）
- 竹田恒泰（政治評論家・作家、『竹田恒泰の富山チャンネル』パーソナリティー）

### 過去
パーソナリティ
| 期間      | 期間       | 月曜・火曜 | 水曜       | 木曜       | 金曜       |
| --------- | ---------- | ---------- | ---------- | ---------- | ---------- |
| 2002.4.1  | 2010.3.31  | 久和恵実   | 久和恵実   | 久和恵実   | 沼倉真里子 |
| 2010.4.1  | 2011.3.31  | 今井隆信   | 今井隆信   | 今井隆信   | 久和恵実   |
| 2011.4.1  | 2013.12.31 | 吉本麻希子 | 吉本麻希子 | 田中千佳   | 田中千佳   |
| 2014.1.6  | 2014.3.28  | 久和恵実   | 今井隆信   | 田中千佳   | 田中千佳   |
| 2014.3.31 | 2014.12.31 | 久和恵実   | 今井隆信   | 船岡未沙希 | 船岡未沙希 |
| 2015.1.5  | 2015.3.27  | 久和恵実   | 今井隆信   | 船岡未沙希 | 牧内直哉   |
| 2015.3.30 | 2016.4.1   | 久和恵実   | 今井隆信   | 牧内直哉   | 牧内直哉   |
| 2016.4.4  | 2017.12.29 | 久和恵実   | 山崎奈津子 | 牧内直哉   | 牧内直哉   |
| 2018.1.4  | 2021.3.31  | 高木奈々   | 山崎奈津子 | 車谷恵子   | 車谷恵子   |

その他
- 小沢伊弘（小沢伊弘のデイリーコラム）
- 船岡未沙希（morning of THE DAY） - 2014年4月から2015年3月までは木曜・金曜パーソナリティ（金曜は2014年のみ）
- 北村森（キラリキトキトコラム 月曜）
- Jack Lee Randall（影絵パフォーマー、キラリキトキトコラム 月曜）
- 政橋奈保美（ファイナンシャルプランナー・富山県金融広報アドバイザー、キラリキトキトコラム 火曜）
- 鈴木康雄（富山国際大学客員教授、キラリキトキトコラム 水曜）
- 九里徳泰（相模女子大学教授、キラリキトキトコラム 木曜）
- ノムラ＝ポレポレ（イラストレーター、キラリキトキトコラム 金曜）
- 米田弥央（女優、キラリキトキトコラム 金曜）
- 森田弘美（株式会社グループフィリア代表、レディオ・ジャーナル～がんばる富山の企業人～ インタビュアー）

## タイムテーブル

### 現在
2020年4月時点。※太字はネット番組、☆印は録音放送。
- 7:30 - トヨタモビリティ富山 モーニング・ポップス☆（単独番組の扱い）
- 7:40 - オープニング・交通情報・天気予報
- 7:46 - 今日の予定
- 7:55 - FMとやまニュース（富山新聞）
- 8:00 - SUZUKI TODAY'S KEY NUMBER（ONE MORNING）
- 8:09 - ルートインホテルズ 今日のスポーツ（同上）
- 8:10 - Honda Smile Mission☆
- 8:20 - 経済ニュース
- 8:26 - 交通情報・天気予報
- 8:30 - 西村まさ彦のドラマチックな課外授業（月曜 - 木曜）☆ / ニュース・エンタメ情報（金曜）
- 8:40 - FMとやまニュース
- 8:45 - キラリ キトキトコラム（月曜 - 木曜） / 竹田恒泰の富山チャンネル（金曜）☆
- 8:50 - シティインフォメーション（月曜・水曜：富山市[2]、金曜：砺波市）
- 8:55 - エンディング

### 過去
- 7:30 - ノヴェル・モーニング・ポップス☆（単独番組の扱い）
- 7:40 - オープニング・交通情報・天気予報
- 7:46 - 今日の予定
- 7:55 - FMとやまニュース（4月 - 9月：富山新聞、10月 - 3月：北陸中日新聞）
- 8:00 - SUZUKI Breakfast News
- 8:09 - ルートインホテルズ 今日のスポーツ
- 8:10 - Honda Smile Mission☆
- 8:20 - 経済ニュース
- 8:26 - 交通情報・天気予報
- 8:30 - 西村まさ彦のドラマチックな課外授業（月-木）/レディオ・ジャーナル～がんばる富山の企業人～（金）
- 8:40 - FMとやまニュース
- 8:45 - キラリ キトキトコラム
- 8:50 - シティインフォメーション
- 8:55 - エンディング

## 主なコーナー

### 現在
トヨタモビリティ富山 モーニング・ポップス（旧題はノヴェル・モーニング・ポップス）
- 洋楽またはJ-POPのナンバーを毎日2曲放送している。番組最後にはトヨタモビリティ富山（旧・ネッツトヨタノヴェルとやま）からのインフォメーションを伝えている。当初は洋楽だけであったが、2011年10月からはJ-POPと洋楽を週替りで交互に放送している。

交通情報・天気予報・今日の予定
- 交通情報では道路、鉄道（JR・あいの風とやま鉄道・富山地方鉄道）、富山空港などの交通機関の運行情報、天気予報では富山県と石川県能登地方の予報、今日の予定では富山県内と全国の予定を伝えている。

経済ニュース
- 日本経済新聞の朝刊より主なニュースを伝えている。なお、コーナー名を『日本経済新聞ニュース』と伝えることがある。

西村まさ彦のドラマチックな課外授業
（別項詳述）
ニュース・エンタメ情報
東京発『OH! HAPPY MORNING』の部分ネット枠。当該時間帯は音楽2曲とHEADLINE NEWSが放送される。『レディオ・ジャーナル～がんばる富山の企業人』終了後は毎週金曜日に放送。
この時間帯の部分ネットは『good morning! That's wakeman show』の頃に「エンタテイメント・カフェ」のコーナーをネットしていたのがそのまま名残として残っている。
キラリ キトキトコラム
- 富山県にゆかりのある5人の識者が日替わりで担当するトークコーナー。

シティインフォメーション
- 富山市（月曜・水曜）・高岡市（火曜・木曜）・砺波市（金曜）からのお知らせ。祝祭日は休止。

### 過去
オークス・ナイスデースクランブル
- 心理テストや星座占い　（金曜）を取り上げる。2009年10月9日に放送終了。

ANA MORNING CLASSICS（金曜）
- 毎週1つのテーマに沿ったクラシック楽曲を紹介。2010年3月26日に放送終了。

Today's ファイル
- その日のトリビア（放送日が祭日の場合は祭日について）や予定を伝える。2011年3月14日以前はスポンサーであった北陸電力の冠が付けられた「ほくでん Today's ファイル」として放送。同年3月11日に発生した東北地方太平洋沖地震（東日本大震災）と福島第一原子力発電所事故の影響によりCMをACジャパンに差し替えて放送。6月1日にコーナー冠を外して節電を呼び掛ける北陸電力のCMを再開したが、翌年の3月で事実上スポンサーを降板した。

「小杉カントリークラブ」 ワンポイント・ゴルフ
- 1月から3月初旬までを除いて放送。月・火・木曜日はゴルフの詳しいマナーを伝える「ワンポイント・マナー」、水・金曜日はリスナーから募集したゴルフをテーマにした「ゴルフマナー川柳」を放送。コーナーの最後に小杉カントリークラブのインフォメーションを伝える。

morning of THE DAY
- 2015年4月に開始された、開局30周年を記念したコーナー。FMとやまが開局した1985年からの出来事とヒット曲を各年1週間にわたり紹介している。なお、このコーナーの開始に伴い、8:30 - 8:40に一部ネットしていた『OH! HAPPY MORNING』は打ち切りとなっていた。

レディオ・ジャーナル～がんばる富山の企業人（毎週金曜日）
番組開始当初は「～がんばる富山の元気企業」という表題で、富山県を地盤とする中小企業を中心に取り上げていたが、改題以後は中小企業だけでなく、他都道府県に本社を置く企業の富山支店・支社長にもインタビューを行う。月替わりでインタビューする人物が交代し、第4週まで放送。最終週ではインタビューする人物が厳選した楽曲を流している。第5週まである場合、その金曜日は放送がない替わりに『OH! HAPPY MORNING』をつなぎ番組として放送。2020年3月をもって終了。